# Ceratina morrensis
Ceratina morrensis là một loài Hymenoptera trong họ Apidae. Loài này được Strand mô tả khoa học năm 1910.